# Umm al-Kilab
Umm al-Kilab o Umm el-Kelab (àrab: أُم الكِلاب, Umm al-Kilāb) és una vila palestina al sud de la Franja de Gaza, part de la governació de Khan Yunis. Es troba al sud de Khan Yunis i a l'est de Rafah, a la frontera amb la governació de Rafah. Segons l'Oficina Central d'Estadístiques de Palestina, Umm al-Kilab tenia una població estimada de 999 habitants en 2006.
En la dècada de 1880 Umm al-Kilab fou descrita en el Quarterly Statement del Fons per a l'Exploració de Palestina com que mesurava entre 800 i 600 passos. Tenia una alçada aproximada de 215 peus sobre el nivell del mar. El Fons va observar la presència de terrissa gres i 7 cisternes circulars. El paisatge circumdant va ser habitat pel beduïnts tarabin.